# Liste des véhicules Iveco Bus

Logo d'Iveco Bus.

Les véhicules d'Iveco Bus font partie du groupe Iveco faisant lui-même partie de la holding CNH Industrial.
Cet article décrit tous les véhicules vendus sous la marque déposée Iveco Bus depuis 2013. Les véhicules précédents font partie de la marque Irisbus.

## Modèles actuels

### Autobus
| Modèles                         | Années      | Notes | Images |
| ------------------------------- | ----------- | --- | ------ |
| Iveco Bus Urbanway 10 / 12 / 18 | Depuis 2013 | Midibus, autobus standard et articulé, allant de 2 à 4 portes - Moteur diesel, gaz ou hybride placé à l'arrière. Succède aux Irisbus Citelis. |        |
| Iveco Bus Crealis 12 / 18       | Depuis 2015 | Autobus standard et articulé, allant de 2 à 4 portes - Moteurs diesel, gaz ou hybride placés à l'arrière. Succède aux Irisbus Crealis.        |        |
| Iveco Daily / Daily Tourys      | Depuis 2014 | Minibus - Moteur diesel. Succède à l'Iveco Daily Phase II.                                                                                    |        |

### Autocars
| Modèles                                      | Années      | Notes | Images |
| -------------------------------------------- | ----------- | --- | ------ |
| Iveco Bus Crossway Pop 11 / 12 / 13          | Depuis 2013 | Autocar 2 portes dédiée pour le transport scolaire - Moteur diesel placé à l'arrière. Succède aux Irisbus Crossway Pop.                                                                                |        |
| Iveco Bus Crossway Line 11 / 12 / 13         | Depuis 2013 | Autocar 2 portes dédiée pour le transport interurbain - Moteur diesel placé à l'arrière. Succède aux Irisbus Crossway Line.                                                                            |        |
| Iveco Bus Crossway Pro 11 / 12 / 13          | Depuis 2013 | Autocar 2 portes dédiée pour le transport régional - Moteur diesel placé à l'arrière. Succède aux Irisbus Crossway Pro.                                                                                |        |
| Iveco Bus Crossway LE City 11 / 12 / 13 / 15 | Depuis 2013 | Autocar à plancher bas 2 ou 3 portes dédiée pour le transport urbain - Moteur diesel placé à l'arrière. Succède aux Irisbus Crossway LE City.                                                          |        |
| Iveco Bus Crossway LE Line 11 / 12 / 13 / 15 | Depuis 2013 | Autocar à plancher bas 2 ou 3 portes dédiée pour le transport interurbain - Moteur diesel placé à l'arrière. Succède aux Irisbus Crossway LE Line.                                                     |        |
| Iveco Bus Evadys Line 12 / 13                | Depuis 2016 | Autocar 2 portes dédiée pour le transport régional, national ou pour de l'excursion - Moteur diesel placé à l'arrière. Succède aux Irisbus Evadys H et HD.                                             |        |
| Iveco Bus Afriway                            | Depuis 2016 | Autocar 1 porte dédiée pour transport interurbain, régional ou national en Afrique. Il a la particularité d'avoir 2 rangés de sièges en 2x3 - Moteur diesel placé à l'avant. Succède à aucun véhicule. |        |

## Anciens véhicules

### Autobus
| Modèles       | Années | Notes                                                                          | Images |
| ------------- | ------ | ------------------------------------------------------------------------------ | ------ |
| Iveco Ellisup | 2013   | Autobus prototype 3 portes et 4 essieux - Motorisation entièrement électrique. |        |

### Autocars
| Modèles                        | Années      | Notes | Images |
| ------------------------------ | ----------- | --- | ------ |
| Iveco Bus Magelys Line 12 / 13 | 2013 - 2020 | Autocar 2 portes dédiée pour le transport national - Moteur diesel placé à l'arrière. Succède à l'Irisbus Magelys Pro.     |        |
| Iveco Bus Magelys Pro 12 / 13  | 2013 - 2020 | Autocar 2 portes dédiée pour de l'excursion et tourisme - Moteur diesel placé à l'arrière. Succède à l'Irisbus Magelys HD. |        |
| Iveco Bus Magelys Lounge 13    | 2013 - 2020 | Autocar 2 portes dédiée pour du transport privé - Moteur diesel placé à l'arrière. Succède à l'Irisbus Magelys HDH.        |        |